# 四氢呋喃-2-乙胺
四氢呋喃-2-乙胺是一种有机化合物，化学式为C6H13NO，最初于1920年被发现。它可由呋喃-2-乙胺在铂催化下加氢反应制得。它可用于药物合成。